# Christoph Grohmann
Christoph Grohmann (* 8. Mai 1955 in Bielefeld; † 24. Juli 2023) war ein deutscher Kirchenmusiker, Orgeldozent, Konzertorganist und Hochschullehrer.

## Leben und Werk
Grohmann spielte bereits im Alter von 13 Jahren öffentliche Konzerte. Er studierte 1974–80 bei Helmut Tramnitz an der Hochschule für Musik Detmold und legte das A-Examen wie das Konzertexamen für Orgel ab. Er nahm 1979 und 1980 an Orgel-Meisterkursen bei Flor Peeters im belgischen Mechelen teil. Er wirkte als Dekanatskirchenmusiker an St. Clemens in Rheda und als Lehrer an der Hochschule für Musik Detmold und leitete Orgelklassen in Bremen und Herford (Orgelliteraturspiel und -improvisation).
Seit 1989 arbeitete er außerdem freiberuflich als Orgeldozent und konzertierte international. Seine Interpretationen wurden durch Rundfunk-Aufnahmen dokumentiert. Er gehörte seit 2016 dem Hauptausschuss der Gesellschaft der Orgelfreunde (GdO) an. Schwerpunkte seiner Tätigkeit waren die Aufführung von Werken des 19. und frühen 20. Jahrhunderts sowie von Werken für Orgel und Orchester, außerdem die Improvisation über Themen der Liturgie.  Mit dem Vokalensemble Drops arbeitete er als Pianist.

## Diskografie (Auswahl)
- Louis Vierne: Messen op. 16. (Schallpl.), Musikverlag Winfried Schlömer, Sollingen 1988
- Anton Bruckner: Symphonie Nr. 9. Teldec, Hamburg 1990
- Belgische Orgelmusik des frühen 20. Jahrhunderts, Speyer 1995
- Norbert Schultze: .. unter der Laterne. Dabringhaus & Grimm, Detmold 1997
- Heinrich Schütz u. a.: Jauchzet dem Herrn – geistliche Chor-und Orgelmusik aus fünf Jahrhunderten. Dabringhaus & Grimm, Detmold 1997
- Lieder und Chansons: In einer kleinen Konditorei. Dabringhaus & Grimm, Detmold 1997
- Melodien zur Hochzeit: Reich mir die Hand, mein Leben. Kreuz-Verlag, Stuttgart 2000
- Gregorianik: Gesang der Engel. Kreuz-Verlag, Stuttgart 2009